# Opsiphanes quirinalis
Opsiphanes quirinalis är en fjärilsart som beskrevs av Otto Staudinger 1887. Opsiphanes quirinalis ingår i släktet Opsiphanes och familjen praktfjärilar. Inga underarter finns listade i Catalogue of Life.